# Louise Candlish
Œuvres principales
Our House (2019)
those people (2019)

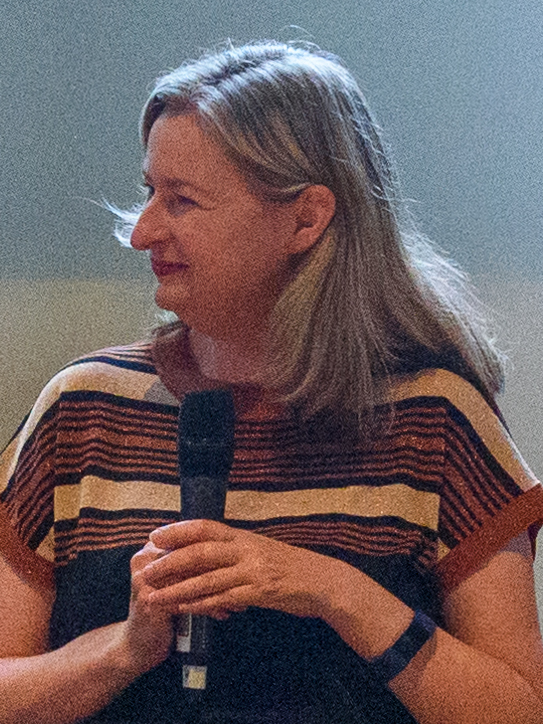
photo de Louise Candlish

Louise Candlish est une auteure et romancière britannique.

## Biographie
Originaire de Northampton dans les Midlands, Louise Candlish étudie la littérature et l'anglais à l'University College London. Elle travaille comme éditrice, relectrice et rédactrice publicitaire de livres illustrés avant de se lancer dans l'écriture de romans.
Louise Candlish vit à Herne Hill, dans le sud de Londres.

## Carrière littéraire
Louise Candlish commence sa carrière par des romans d’amour et des sagas familiales, avant de se spécialiser dans les thrillers psychologiques et domestiques,,. Ses histoires s’articulent principalement autour d'une menace pesant sur le foyer et la cellule familiale.
En 2019, l'ouvrage Our House (Chez nous) est lauréat du British Book Award dans la catégorie «Thriller de l’année »,. Le texte a auparavant été qualifié de « Livre de l’année 2018 » par les titres de presse The Washington Post, The Guardian ou encore The Daily Mail,,.

## Adaptations
En 2021, Our House est adapté en série pour la télévision par le scénariste Simon Ashdown, et la réalisatrice Sheree Folkson, qui a également travaillé sur des succès comme American Horror Story et Bridgerton.

## Œuvre
- Depuis que tu n'es plus là, Les Presses de la Cité, 456p, 2009,  (ISBN 9782258076839)
- Avant de se dire adieu, Pocket, 442p, 2012,  (ISBN 9782266216159)
- Chez nous, traduction de Caroline Nicolas, Pocket, 2021,  (ISBN 9782266312851)
- Bien sous tous rapport, Sonatine éditions, 2023